# Eratophyes
Eratophyes is een geslacht van vlinders van de familie sikkelmotten (Oecophoridae), uit de onderfamilie Oecophorinae.

## Soorten
- E. aleatrix Diakonoff, 1975
- E. amasiella

Oosterse schone (Herrich-Schäffer, 1854)